# Cometă

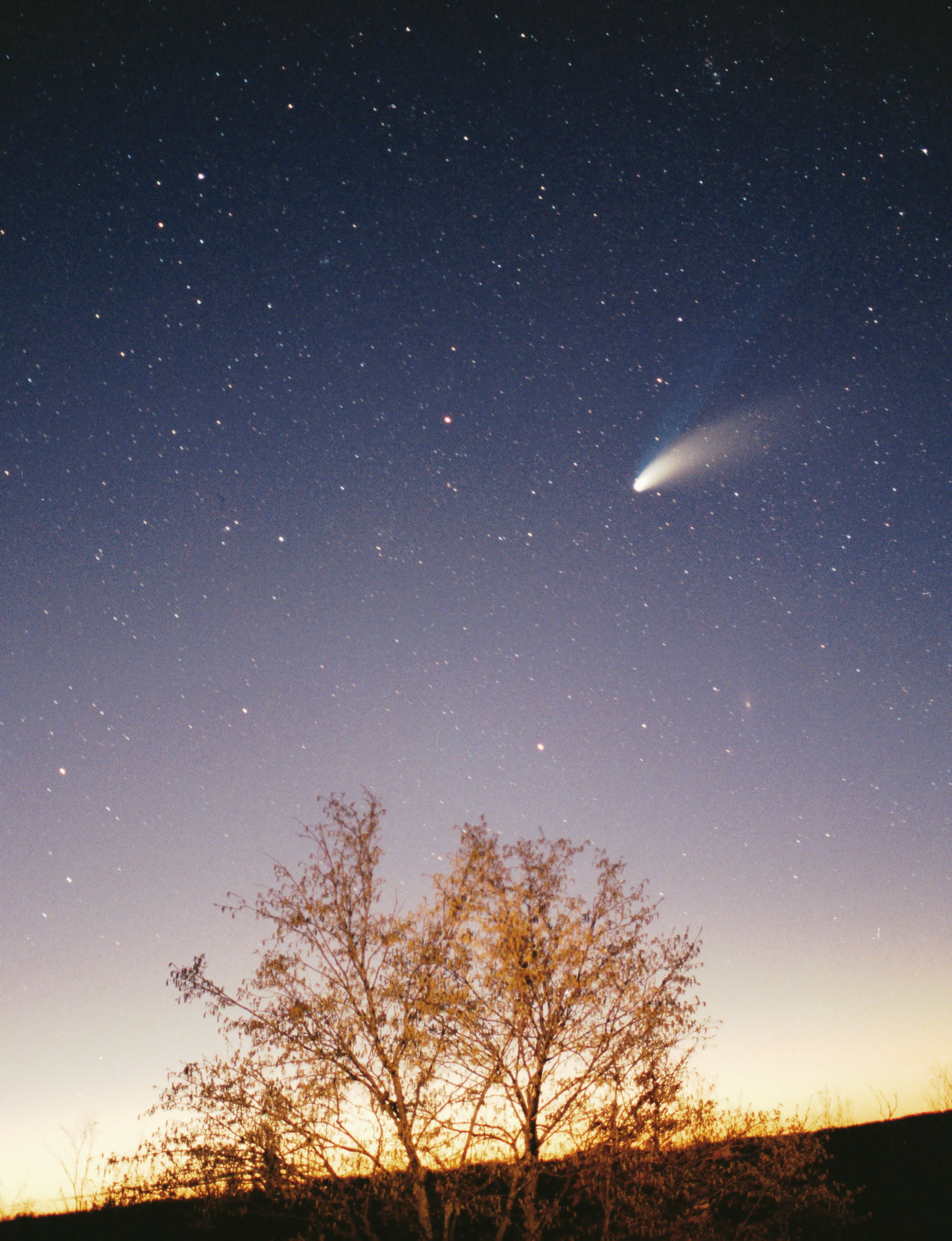
Cometa Hale-Bopp în 1997.

Cometele (latină: stella cometa, greacă: komē, „steaua cu păr”) sunt corpuri cerești mici, de aparență nebuloasă, care se rotesc în jurul Soarelui. De obicei, este vorba de Soarele Sistemului nostru Solar. Simbolul astronomic pentru comete (☄) constă dintr-un disc cu o coadă formată din trei linii.
Multe comete trec prin zonele marginale ale Sistemului Solar. Uneori, unele din ele ajung totuși și în apropierea Soarelui, unde capetele lor luminoase și cozile lor lungi și strălucitoare constituie o imagine spectaculoasă. Majoritatea cometelor se apropie de Soare doar pentru o scurtă perioadă de timp.
În iulie 2018, existau 6.339 de comete cunoscute, iar numărul lor crește în mod constant pe măsură ce acestea sunt descoperite. Cu toate acestea, aceasta reprezintă doar o mică parte a populației totale de comete, deoarece rezerva de corpuri similare cu cometele din Sistemul Solar exterior (în norul Oort) este estimat la un trilion. Aproximativ o cometă pe an este vizibilă cu ochiul liber, deși multe dintre acestea sunt slabe și nespectaculoase. Exemple deosebit de luminoase sunt numite „comete grozave”. Cometele au fost vizitate de sonde fără pilot, cum ar fi Rosetta, de la Agenția Spațială Europeană, a cărei sondă de aterizare, Philae, a devenit prima sondă care a aterizat pe o cometă, cometa 67P/Ciuriumov-Gherasimenko și Deep Impact de la NASA, care a percutat un crater pe Tempel 1 pentru a-i studia interiorul.

## Caracteristici fizice
Majoritatea cometelor sunt formate din trei părți: 
- un nucleu central, solid;
- o coamă rotundă sau cap care înconjoară nucleul;
- o coadă lungă de gaze și praf în prelungirea capului.

### Nucleul

Nucleul cometei Tempel 1 fotografiat de sonda spațială Deep Impact. Nucleul măsoară aproximativ 5-7 km în diametru.

Partea solida a cometelor este formată dintr-un nucleu mic, întunecat, construit din compuși organici și gaz înghețat (având o temperatură de -270 °C). Printre compușii organici se pot numără monoxid de carbon, metanol, etanol, acid cianhidric și etan.
Diametrul nucleului la intrarea cometei in sistemul solar poate fi de la 100m până la 40 km, având o masă de ordinul 10^-9 mase terestre.
Atunci când cometa se află la distanță mare față de Soare, nucleul are temperaturi foarte scăzute, gazele păstrându-se în stare solidă în interiorul nucleului. În aceste cazuri, cometele mai sunt numite și „bulgări de zăpadă murdară”, deoarece mai bine de jumătate din compoziția lor este gheață.
În apropierea Soarelui, întreaga materie gazoasă este volatilizată, dar o parte din nucleu, protejat de un strat de pulbere rău conducător de căldură, rămâne solid.
Nucleele cometelor se numără printre cele mai întunecate obiecte cunoscute din sistemul solar. Sonda Giotto a constatat că nucleul cometei Halley reflectă 4% din lumina care cade pe el, pe când asfaltul reflectă 7%.

### Coama

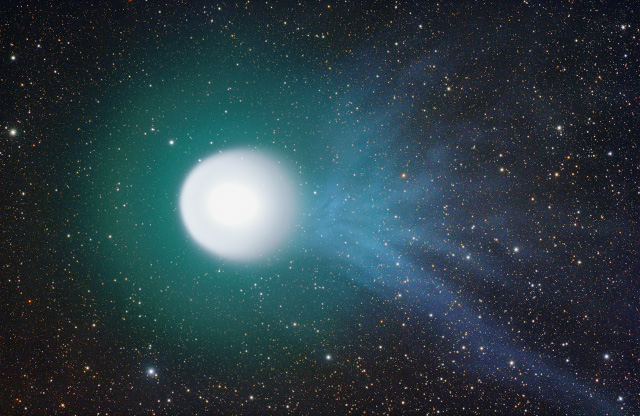
Coama cometei Holmes

În jurul nucleului se formează un nor imens de gaz, numit coamă. Coama se mărește pe măsură ce cometa sa apropie de Soare. Căldura Soarelui forțează nucleul de gheață să se topească; astfel apar jeturi de gaz și praf, lungi de zeci de mii de kilometri.
Coama împreună cu nucleul constituie capul cometei.

### Coada
Cozile cometelor pot fi formate din gaz și din praf, reprezentând alungirea coamei cometei în direcția opusă Soarelui datorată presiunii luminii și vântului solar (format din particule încărcate electric).
Coada poate fi dreaptă sau curbă, unică sau multiplă.
De multe ori cometele prezintă două cozi: una alcătuită din praf, iar alta formată din gaze. Coada formată din praf devine vizibilă deoarece reflectă lumina solară, pe când coada gazoasă este vizibilă datorită gazelor ionizate din care este alcătuită. Particulele de praf dau aureolei o culoare alb-gălbuie, iar gazele ionizate conferă cozii o nuanță albăstruie sau verde.
Coada unei comete poate atinge dimensiuni impresionate, uneori mai mult de o Unitate Astronomică. Lungimea cozii este invers proporțională cu distanța dintre cometă și Soare (cu cât cometa este mai aproape de Soare cu atât coada sa devine mai lungă).

## Tipuri de comete

Orbitele cometelor: 1P/Halley (elipsa portocalie), 9P/Tempel 1 (elipsa verde), 17P/Holmes (elipsa portocalie) și 103P/Hartley 2 (elipsa roșie). Sunt afișate și orbita lui Jupiter (cerc albastru), orbita sondei spațiale Deep Impact (elipsa punctată galbenă) și orbita navei spațiale în timp ce îndeplinește misiunea Epoxi(cerc alb).

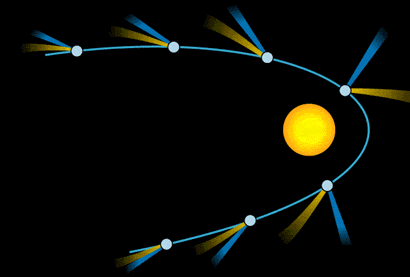
Orbita unei comete.

După modul în care se rotesc în jurul Soarelui avem mai multe tipuri de comete:
- Comete scurt periodice - sunt comete ce au orbite mai mult sau mai puțin eliptice, asemănătoare cu a planetelor sau a asteroizilor. Aceste comete își au originea în centura lui Kuiper și au perioade orbitale mai mici de 200 de ani. Sunt formate din resturile de materie dintre orbitele planetelor Neptun și Pluto. Cometele scurt periodice sunt împărțite la rândul lor în familia lui Jupiter (comete cu perioade orbitale mai mici de 20 de ani) și în familia Halley (cu perioade orbitale între 20 și 200 de ani).

- Comete lung periodice - au orbite excentrice, care le poartă mult dincolo de orbita planetei pitice Pluto. Perioadele orbitale sunt cuprinse între 200 de ani și mii sau chiar milioane de ani.

- Comete neperiodice - vin din norul lui Oort, trec pe langa Soare și nu se mai întorc vreodata. Atunci când se află în interiorul Sistemului Solar se comportă similar cu cometele lung periodice, cu diferența că au traiectorii parabolice sau ușor-hiperbolice.

## Soarta cometelor
Evoluția obișnuită a unei comete presupune pierderea treptată a gazelor, în final rămânând numai nucleul de rocă: cometa se transformă în asteroid.
După 100-200 de treceri la periheliu cometa pierde gazele și elementele ușoare volatile, devenind o cometă bătrână. Nucleul cometelor se poate fragmenta, în special când acestea trec în apropierea Soarelui sau a unei planete. Astfel, din nucleu se pot desprinde fragmente foarte mici de material (meteoroizi).
Când dezintegrarea survine brusc, cometa, devenită asteroid, se prabușește pe o planetă sau pe Soare. De asemenea este posibil ca o cometă să fie aruncată în afara Sistemului Solar datorită interacțiunii cu un alt corp ceresc, de pildă cu o planetă (în special cu Jupiter).

## Numele cometelor
Numele date cometelor au urmat mai multe convenții diferite în ultimele două secole. Înainte ca orice convenție sistematică de denumire să fi fost adoptată, cometele erau denumite într-o varietate de moduri.
Înainte de începutul secolului al XX-lea, referința la cele mai multe dintre comete s-a făcut pur și simplu menționând anul în care acestea au apărut, uneori cu adjective suplimentare pentru cometele deosebit de strălucitoare.
După ce astronomul Edmund Halley a prezis, pe baza legilor mișcării formulate de Newton, că acea cometă identificată în anii 1531, 1607 și 1682 va reveni în 1758, a devenit cunoscută sub numele de cometa Cometa Halley. În mod similar, Cometa Encke și Cometa Biela au fost numite după astronomii care le-au calculat orbitele.
Mai târziu, cometele periodice au fost denumite după descoperitorii lor, pe când cometele care au apărut o singură dată au continuat să fie menționate după anii de apariție a acestora.Există o regula de a se da maxim trei nume unei comete, în cazul în care există mai mulți descoperitori ai acesteia.
Creșterea numărului de comete descoperite a dus în 1994 la aprobarea de către Uniunea Astronomică Internațională a unui nou sistem de denumire. Cometele sunt acum desemnate de anul descoperirii lor, o literă ce indică luna în care s-a descoperit și o cifră ce se dă în cazul în care s-au descoperit mai multe comete în acea lună. Se adaugă și un prefix, pentru a indica natura cometei: 
- "P"/ indică o cometă periodică
- "C"/ indică o cometă care nu este periodică
- "X"/ indică faptul că orbita cometei nu este cunoscută cu precizie
- "D"/ indică o cometă care s-a fragmentat sau s-a pierdut
- "A"/ în cazul în care cometa a fost confundată cu un asteroid.

Dupa ce se observă o a doua trecere la periheliu, cometa primește o cifră inițială.
Două comete poartă un nume românesc, și anume cometele 1943C Daimaca și cometa 1943 W1 Van Gent-Peltier-Daimaca. Descoperitorul lor a fost un profesor de matematică din Târgu Jiu: Victor Daimaca (1892-1969).

## În cultura populară

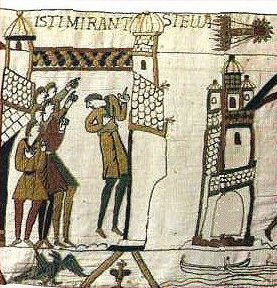
Cometa Halley reprezentată pe Tapiseria de la Bayeux. Regele Harold al II-lea află de Cometa Halley înainte de Bătălia de la Hastings, în 1066.

Cometele au fost văzute, superstițios, mult timp ca aducătoare de calamități sau evenimente importante. Girolamo Cardano afirma că atunci când o cometă cade în apropiere de Saturn ar anunța ciumă, secetă și trădări; când ar cădea pe lângă Jupiter ar prevesti revoluții; aproape de Marte ar semnifica războaie; aproape de Soare, calamități pe tot globul; aproape de Lună, inundații; aproape de Venus, moartea nobililor; aproape de Mercur, un număr mare de nenorociri.
Apariția unei comete a provocat și teama că ar putea să lovească Pământul. Coliziunea cu un nucleu ar putea avea efecte catastrofale în lumea întreagă, dar probabilitatea ca un astfel de eveniment să se întâmple este foarte mică.

## Observarea cometelor
În cazul cometelor observațiile vizuale sunt mai puțin importante, în timp ce observarea pe cale fotografică dă uneori rezultate spectaculoase.
Pentru observarea cometelor sunt necesare instrumente cât mai luminoase și cu putere mică de mărire: un bun binoclu de câmp (7x50) fiind mai bun decât o lunetă de 45 de mm care ar mări de 30 de ori, deoarece binoclul are o luminozitate cu mult superioară.
Căutarea cometelor nu este complicată, dar necesită multă perseverență și mai ales un cer curat. Ele pot fi găsite mai ales în zona vestică a cerului la 2-3 ore după apusul Soarelui și în zona estică cu 2-3 ore înainte de răsăritul acestuia.
Unele comete sunt observate și prin intermediul unor sonde spațiale. Astfel, cometa Ciuriumov-Gherasimenko este vizitată în anul 2014 de către sonda spațială Rosetta a organizației europene ESA.

## Comete celebre

Cometa Encke își pierde coada.

| Nume             | Data descoperirii | Ciclu                                  | Ultima apariție |
| ---------------- | ----------------- | -------------------------------------- | --------------- |
| Cometa Halley    | 239 î.Hr.         | 76 ani                                 | 1986            |
| Cometa lui Cezar | 44 î.Hr.          | ?                                      | 44 î.Hr.        |
| Encke            | 1786              | 3,3 ani                                | 2016            |
| Swift-Tuttle     | 1862              | 133,28 ani                             | 1992            |
| Hale-Bopp        | 1995              | 18.000 ani                             | 1997            |
| Hyakutake        | 1996              | 14.000 ani                             | 1996            |
| Shoemaker-Levy 9 | 1993              | S-a prăbușit, dezintegrată, pe Jupiter | 1994            |

## Evenimente astronomice legate de comete
- februarie-martie 2009: cometa "2007 N3 Lulin" trece prin apropierea Pământului; în unele zone de pe Pământ poate fi văzută chiar și cu un binoclu normal.
- Cometa C/2014 Q2 (Lovejoy) trece prin apropierea Pământului. În emisfera nordică poate fi văzută cu un binoclu începând cu 20 decembrie 2014.[8]

## Sonde spațiale care au explorat comete
- Deep Space 1 (NASA, USA, 2001)
- Deep Impact (NASA, USA, 2005)
- Giotto (sondă spațială) (ESA, Europe, 1986)
- ICE (NASA/ESA, USA/Europe, 1985)
- Rosetta (sondă spațială) (ESA, Europe, 2014)
- Philae (sondă de aterizare) (ESA, Europe, 2015)
- Stardust (sondă spațială) (NASA, USA, 2011)

## Galerie

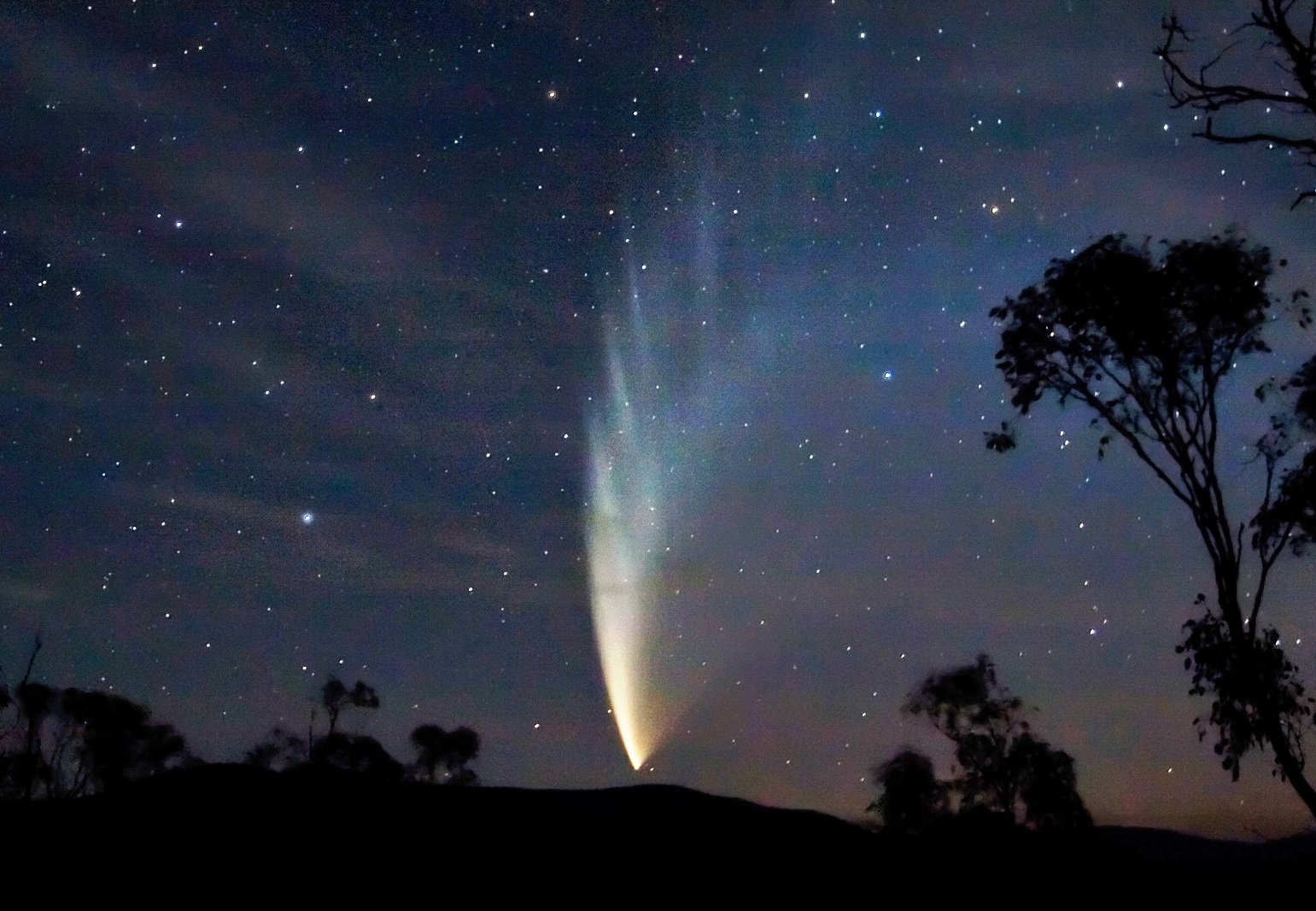
Cometa McNaught, Australia, 2007
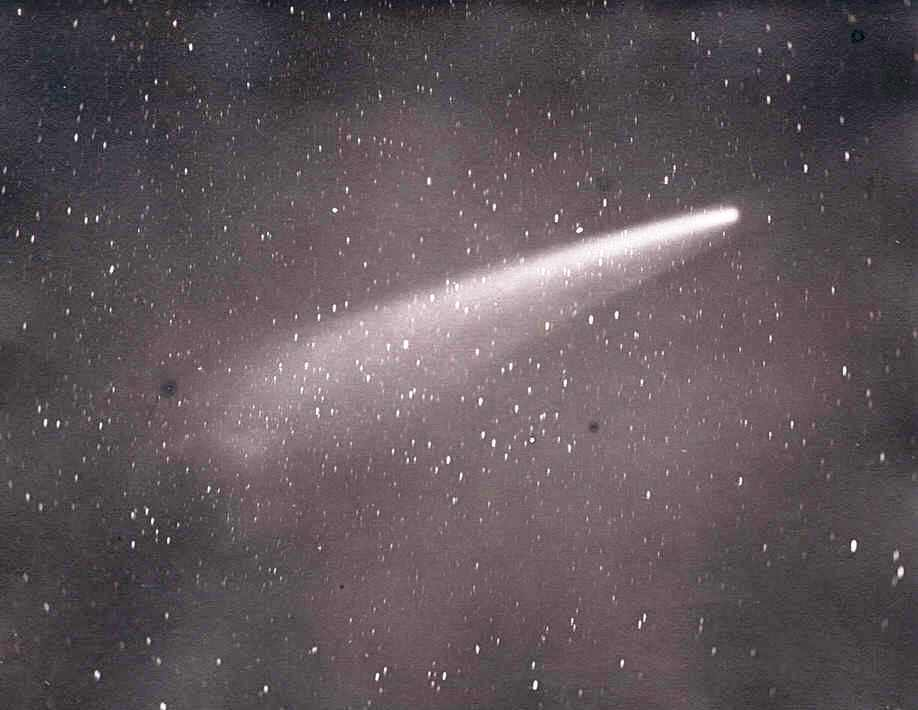
Marea Cometă din septembrie 1882 ce aparține grupului Kreutz
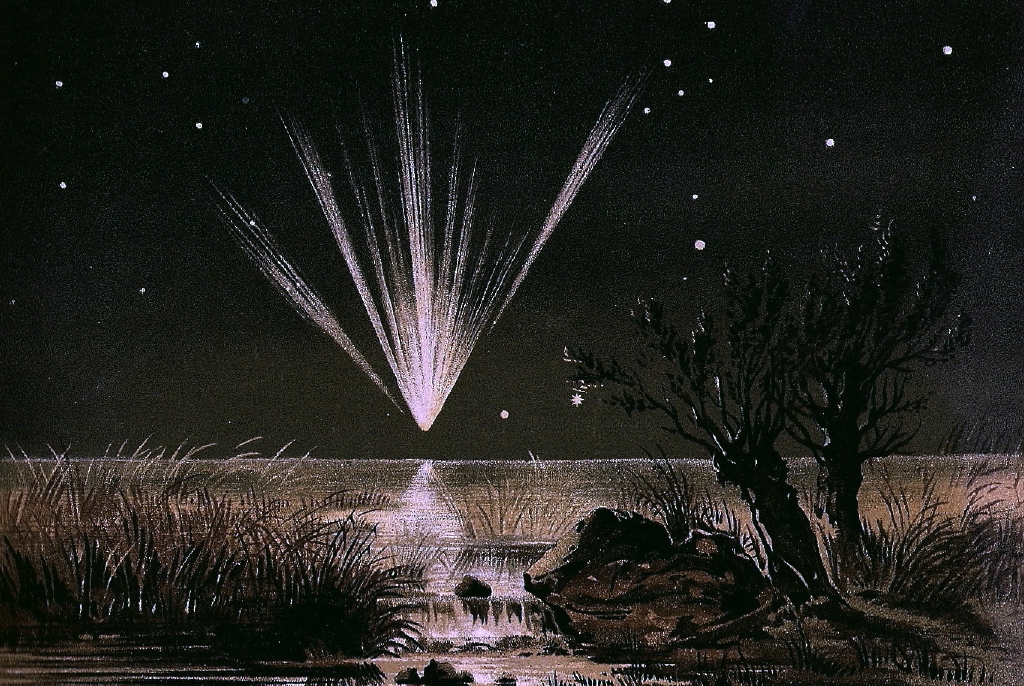
C/1861 J1, Marea Cometă 1861
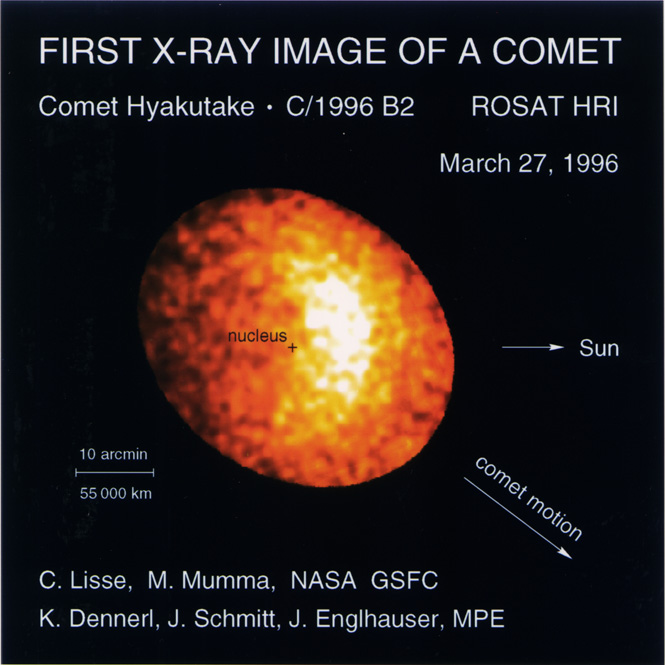
Cometa Hyakutake
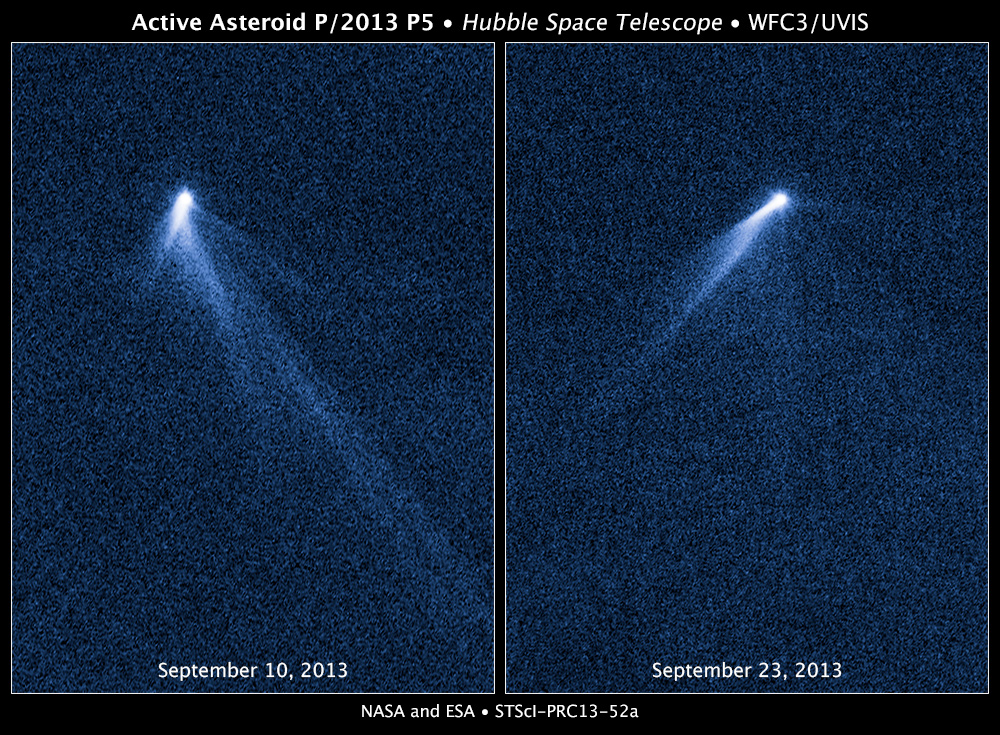
Asteroid 311P/PANSTARRS
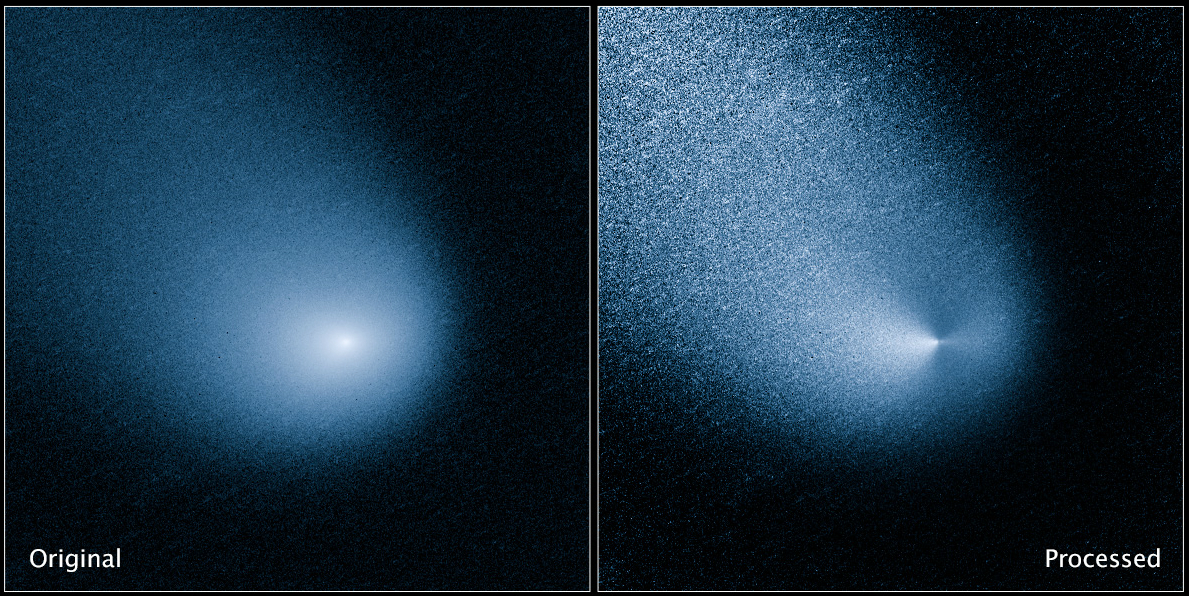
C/2013 A1, cometă din norul lui Oort
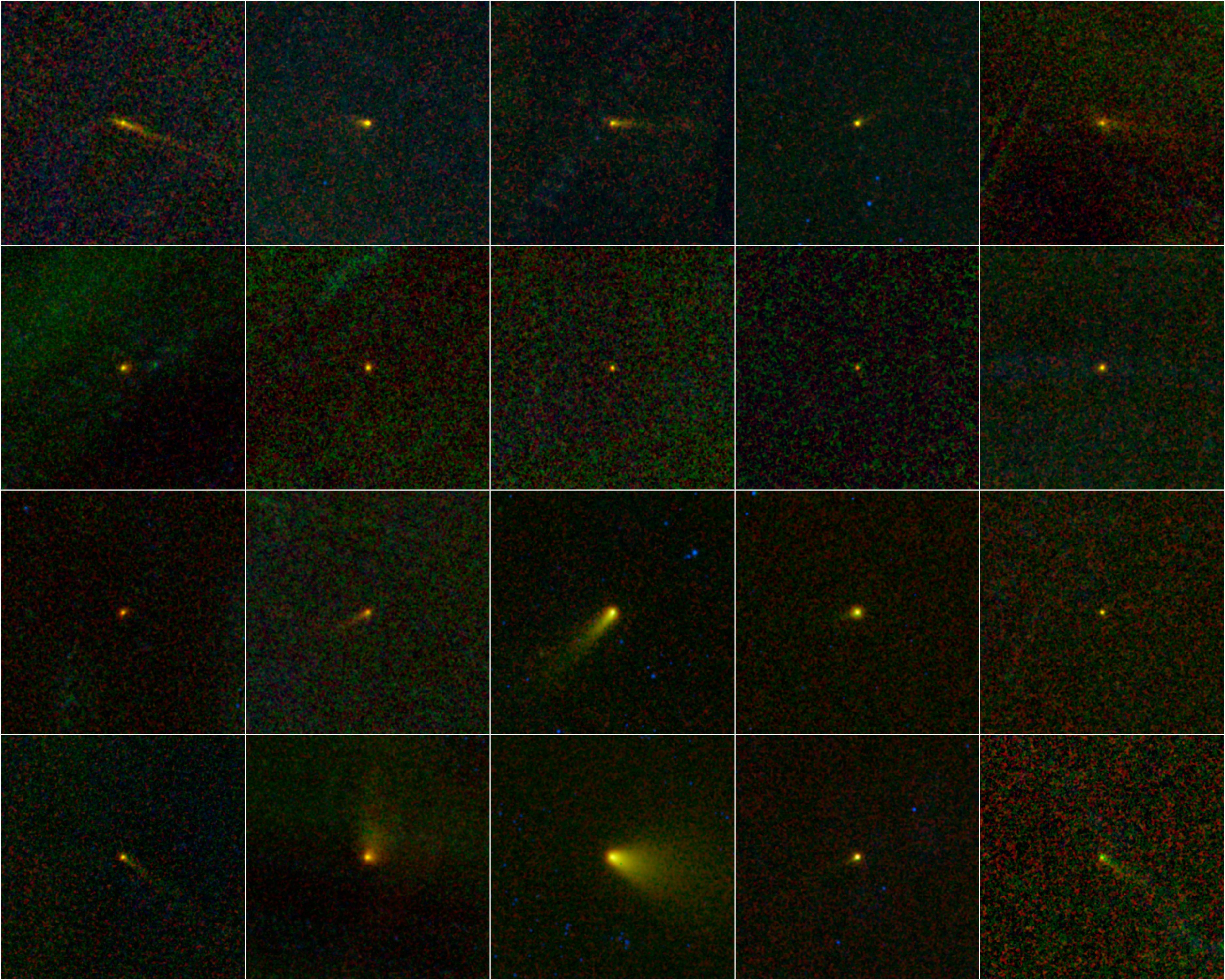
Mozaic de 20 de comete descoperite de telescopul spațial WISE
NEOWISE
C/2011 W3 (Lovejoy) este o cometă periodică razantă din grupul Kreutz
9P/Tempel, moment înainte de lovire în timpul misiunii "Deep Impact"